# Lost (T)apes
Lost (T)apes — альбом-сборник немецкой группы Guano Apes, выпущенный в 2006 году. Содержит неизданные ранее демозаписи, созданные в 1994—1995 годах.
Также была выпущена deluxe-версия сборника на 2 дисках, первый содержал треки с Planet of the Apes: Best of Guano Apes, второй с Lost (T)apes.

## Восприятие
Рецензент Metal.de раскритиковал Lost (T)apes, назвав песни сборника «гаражными записями худшего сорта». Автор издания Музыкальная газета предположил, что группа выпустила альбом с целью заработать денег на фанатах после распада коллектива.

## Список композиций
| №   | Название         | Длительность |
| --- | ---------------- | ------------ |
| 1.  | «Your Song»      | 2:29         |
| 2.  | «Hanoi»          | 2:07         |
| 3.  | «Maria»          | 3:10         |
| 4.  | «Diokhan»        | 2:42         |
| 5.  | «Open Your Eyes» | 3:26         |
| 6.  | «Get Busy»       | 2:50         |
| 7.  | «Ignaz»          | 2:34         |
| 8.  | «Rain»           | 4:18         |
| 9.  | «Wasserfliege»   | 3:30         |
| 10. | «Come and Feel»  | 4:36         |
| 11. | «Running Away»   | 3:39         |
| 12. | «Dreamin'»       | 3:47         |